# Aysu Türkoğlu
Aysu Türkoğlu (Bodrum, 2 de mayo de 2001) es una deportista de natación turca especializada en natación en aguas abiertas. A 2024, ha completado tres de los eventos de natación del reto de los siete mares.

## Primeros años en la natación
Aysu Türkoğlu comenzó a nadar a los siete años en el Club de Natación de Bodrum, inspirada por su hermana mayor Aynur, que era nadadora y competía a nivel nacional.
En los años comprendidos entre 2015 y 2017, participó en los cuatro estilos de natación de todas las distancias en la piscina. Aunque tuvo éxito en las categorías de su edad, pensó que «no era lo suficientemente rápida en la natación de velocidad en piscina», por lo que eligió la natación en aguas abiertas.
En 2016, mientras estudiaba en noveno grado, nadó por primera vez en una competición interescolar de natación de larga distancia celebrada en İçmeler, provincia de Muğla, y se proclamó campeona en el evento de 6 km. Realizó triatlón por un tiempo en el 2018. Sin embargo, se decidió por la natación de resistencia para el futuro.

## Carrera de natación en aguas abiertas
Ganó varios títulos en los eventos de 1.5 kilómetros, 3 kilómetros y 10 km en el Campeonato de Invierno Marathon Masters y algunos torneos locales de aguas abiertas entre 2017 y 2021.
En la noche del 29 al 30 de julio de 2022, Türkoğlu nadó el Canal de la Mancha, parte de la serie de los siete mares, desde Inglaterra hasta Cabo Gris-Nez, Francia, en un tiempo de 16:28 como la nadadora más joven.
Como la primera mujer turca y la nadadora turca más joven, completó los 26 mi (42 km) de longitud del Canal del Norte entre Irlanda y Escocia, un evento del Oceans Seven, a las 11:48.19 del 19 de agosto de 2022.
Se consagró campeona en las pruebas de 2 kilómetros, 3 kilómetros y 5 km en el Campeonato Internacional de Natación en Aguas Abiertas Aquamasters en Bodrum en octubre y en Marmaris en noviembre de 2022.
Ella nadó alrededor de 17 mi (27 km) de largo en elEstrecho de Cook en Nueva Zelanda, que es otro evento de natación de Oceans Seven, en un tiempo de 7:21.40 el 20 de marzo de 2024.
| Fecha      | Nado                                | Ruta                                | kilómetros | Edad | Tiempo   |
| 30 07 2022 | Canal de la Mancha                  | Inglaterra a Francia                | 33         | 21   | 16:28:00 |
| 9 08 2023  | Canal del Norte                     | De Irlanda a Escocia                | 34.5       | 22   | 11:48:19 |
| 21 03 2024 | Estrecho de Cook                    | De la Isla Sur a la Isla Norte      | 23         | 22   | 07:21:04 |
| 2 06 2024  | Natación en Manhattan de 20 puentes | Circunnavegación de Manhattan (CCW) | 45.9       | 23   | 08:30:06 |
| 5 07 2024  | Canal Catalina                      | De la Isla Catalina al Continente   | 32.3       | 23   | 11:36:41 |

## Vida personal
Aysu Türkoğlu es hija de Mustafa Türkoğlu, un fabricante de barcos jubilado, y su esposa Yurdakul, empleada municipal, en el distrito de Bodrum de la provincia de Muğla, suroeste de Turquía, el 2 de mayo de 2001. Tiene una hermana mayor, Aynur, que también es nadadora.
Türkoğlu fue educada en la escuela primaria Cumhuriyet. Luego asistió a la escuela secundaria Merkez Turgutreis y a la escuela secundaria Turgutreis Hayırlı Sabancı Anatolian. Después de graduarse de la escuela secundaria Bodrum Fen Bilimleri, estudió entrenamiento en la Escuela de Ciencias del Deporte de la Universidad del Egeo en Esmirna.